# Jack Garfein
Jack Garfein (* 2. Juli 1930 in Mukatschewo, Karpatenukraine, Tschechoslowakei, heute Oblast Transkarpatien, Ukraine; † 30. Dezember 2019) war ein US-amerikanischer Theater- und Filmregisseur und Schauspiellehrer.

## Leben
Garfein gehörte zu den wenigen Jugendlichen, die das KZ Auschwitz überlebt haben. Nach dem Zweiten Weltkrieg kam er über Schweden in die USA. Sein Onkel lebte in New York City, konnte oder wollte ihn aber nicht aufnehmen. Dafür bezahlte er aber eine Pflegefamilie. Garfein nahm Schauspielunterricht am New Yorker Dramatic Workshop und wurde Mitglied des Actors Studio in New York City. Er arbeitete in einer seiner ersten Studioinszenierungen mit James Dean als Schauspieler.
Garfeins Filmdebüt als Regisseur des 1956 gedrehten Filmes Stirb wie ein Mann spielt in einer Militärakademie in den Südstaaten, in der ein sadistisches Klima herrscht. Der Film verstörte Publikum und Kritiker durch sein offenes Ende. In einer zentralen Szene spielten schwarze Darsteller mit. Das Studio hatte die Mitarbeit von Schwarzen abgelehnt, weil es um den kommerziellen Erfolg des Films fürchtete – insbesondere die Möglichkeit, den Film in den Südstaaten kommerziell auszuwerten. Garfein war jedoch zu keinem Einlenken zu bewegen. Stirb wie ein Mann wurde von einem Abgeordneten des US-Kongresses als „unamerikanischer Film“ diskreditiert. Garfein drehte 1960 Wilde Knospen mit Carroll Baker als Vergewaltigungsopfer, die von einem Mann, der sie vor dem Selbstmord (Sprung von der Brücke) bewahrt hatte, gefangen gehalten wird.
Garfein war von 1955 bis 1969 mit seiner Schauspielkollegin Carroll Baker verheiratet. Sie hatten eine gemeinsame Tochter, die Schauspielerin Blanche Baker, und den Sohn Herschel Garfein. Nach der Trennung von Baker hatte er zunächst Schwierigkeiten, sich im Leben zurechtzufinden.
Garfein leitete zusammen mit Lee Strasberg das Lee Strasberg Institut in New York, gründete 1966 das Actor’s Studio West in Los Angeles und inszenierte Off-Broadway. Er war ein Freund von Henry Miller, der ihn in seinem Büchlein „Mein Fahrrad und andere Freunde“ zu einem seiner acht besten Freunde zählte.
Garfein war einer der erfahrensten Lehrer des Method Acting. Er unterrichtete in seiner Schauspielschule Le Studio Jack Garfein in Paris und gab Workshops in Wien, London, Budapest, Berlin und Los Angeles.